# Ichneumon xanthomelas
Ichneumon xanthomelas är en stekelart som beskrevs av Gmelin 1790. Ichneumon xanthomelas ingår i släktet Ichneumon och familjen brokparasitsteklar. Inga underarter finns listade i Catalogue of Life.